# امیرعلی
امیرعلی نامی کوچک برای مردان است(شوهر یگانه). افراد شاخص با این نام از این قرارند:
- امیرعلی حاجی‌زاده از فرماندهان نیروی هوایی سپاه پاسداران
- امیرعلی نبویان نویسنده و هنرپیشه ایرانی
- امیرعلی آراسته
- امیرعلی شیرنوایی